# Polibaya

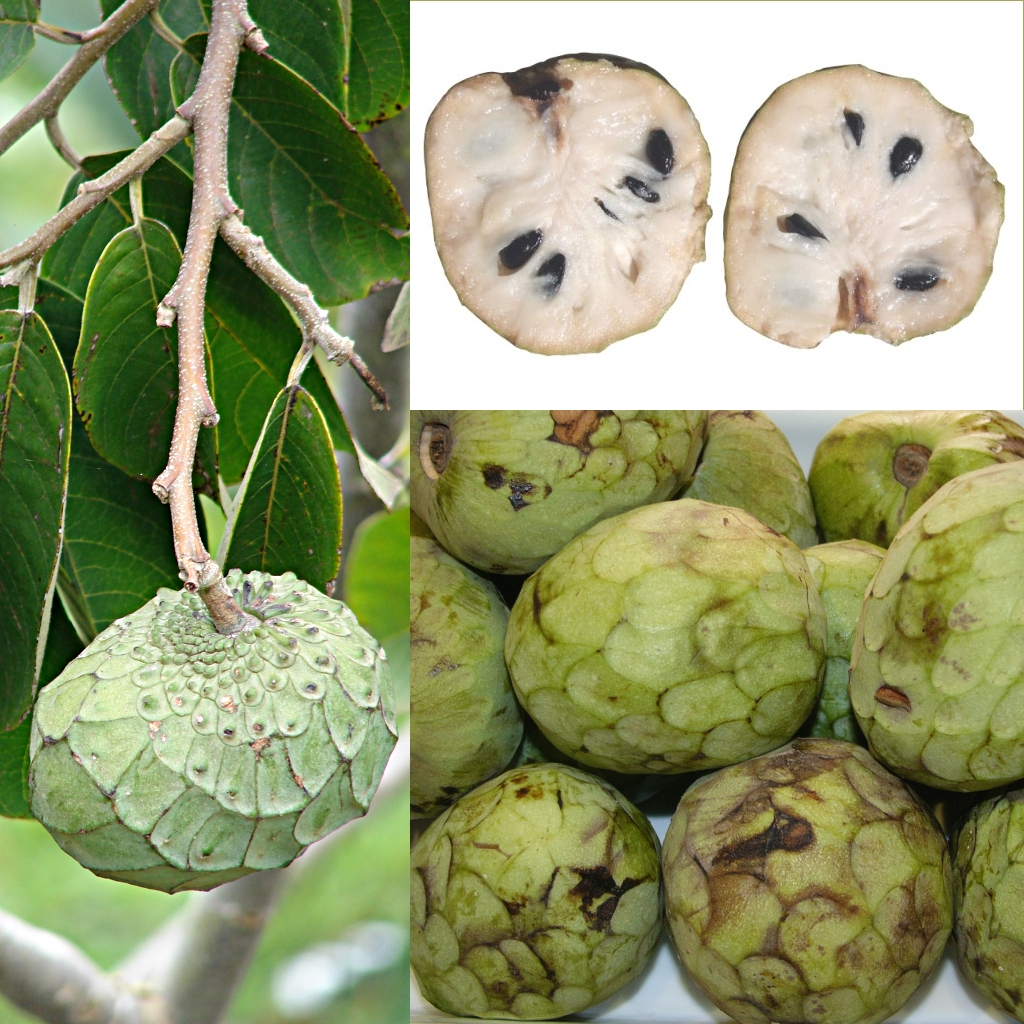
La Chirimoya, ejemplo de polibaya.

Las polibayas o bayas múltiples, también llamadas Baccacetum o Bactario, son un tipo de fruto agregado, carnoso y de endocarpo no leñoso, proveniente de una flor con ovario súpero. Son comunes en el género Actaea, que presenta varios frutos carnosos en la misma flor.
Un caso especial es el de la chirimoya (Annoa cherimola), que tiene origen apocárpico. En la maduración, los carpelos se fusionan, quedando como vestigio de los mismos las características escamas.